# Zbigniew Olszyna
Zbigniew Olszyna (ur. 1980 w Wierzbicy) – polski malarz, fotograf i rysownik.

## Życiorys
Urodził się w Wierzbicy w województwie mazowieckim, ale wychowywał się we wsi Koszorów niedaleko Szydłowca. W 2007 ukończył studia na Wydziale Grafiki i Malarstwa na Akademii Sztuk Pięknych im. Władysława Strzemińskiego w Łodzi. Brał udział w kilkudziesięciu wystawach w kraju i za granicą. Mieszka i tworzy w Łodzi.
W swoim malarstwie nawiązuje do twórczości surrealistów. Jak sam mówi o swojej twórczości: „Do moich prac staram się przemycić elementy surrealistycznego absurdu i humoru. W swojej twórczości szukam związków między moim życiem i życiem w ogóle, połączeń między tym, co wokół mnie, i tym, co dla mnie nieznane, zestawiam ze sobą teoretycznie nie pasujące światy (np. abstrakcję z realizmem) i obserwuję jaki jest rezultat”.

## Nagrody i wyróżnienia
Artysta w swojej karierze otrzymał m.in. następujące nagrody i wyróżnienia:
- Nagroda Nikon Młody Talent 2008 w konkursie „Fabryka Fotografii”, Fotofestiwal w Łodzi za cykl fotografii „Ikony portretu-współcześnie” (2008).
- Wyróżnienie Galerii MŁodzi w Łodzi w pt: „Kamp - niepohamowana wrażliwość” za cykl fotografii Superwoman (2008).
- Grand Prix w konkursie fotograficznym „Człowiek obok mnie” zorganizowanym przez Białostocki Ośrodek Kultury za cykl fotograficzny Prawie wszyscy moi bliscy (2010).
- Wyróżnienie w konkursie „Zdjęcie roku 2010” w Zamościu za cykl fotografii Prawie wszyscy moi bliscy (2011).
- Wyróżnienie w konkursie „Portret 2011” w Kole za zdjęcie Biały (z cyklu CMYK/RGB/LGBTQ; 2011).
- Wyróżnienie w III edycji Konkursu Festiwal Fotografii Młodych w Jarosławiu za cykl fotografii Prawie wszyscy moi bliscy (2011).
- Wyróżnienie honorowe za obraz Trująca roślina na II ogólnopolski konkurs malarski „Triennale z Martwą Naturą” w BWA w Sieradzu (2018)[4].